# Esqueno
Esqueno (en griego, Σχοίνος) es el nombre de una antigua ciudad griega de Beocia, que fue mencionada por Homero en el Catálogo de las naves de la Ilíada.
Es mencionada en las Helénicas de Oxirrinco: Esqueno fue una de las poblaciones que, junto con Eritras, Escafas, Escolo, Áulide, Potnias y otras localidades semejantes que no tenían murallas, habían hecho sinecismo con Tebas, ciudad que duplicó así su número de habitantes.
Ello ocurrió ante la amenaza de los atenienses, al inicio de la guerra del Peloponeso.
Según Estrabón, se encontraba a unos 50 estadios de Tebas, en el camino que iba a Antedón. Menciona también que en ese lugar hay un río del mismo nombre. Su localización es dudosa aunque se ha propuesto que estaba en un extremo del lago Iliki, cerca del pueblo de Movriki. Puesto que el mencionado lago ha aumentado su nivel desde que el lago Copaide fue drenado en el siglo XIX, es posible que haya cubierto los restos de Esqueno.